# Andrea Pucci
Andrea Pucci, pseudónimo de Andrea Baccan, (Milán, 23 de agosto de 1965) es un cómico, comediante, actor y presentador italiano.

## Biografía
Nacido en Milán de padres originarios de la Región Véneto, el padre originario de Stanghella (PD) y la madre de Pressana (VR). Al principio, Baccan trabajaba en la tienda de tabaco de su familia, y luego pasó a la profesión de joyero. Posteriormente participó en la transmisión de La sai l'ultima? (¿La sabes la última?) (temporada 1993-94). Allí comenzó su mentoría; Baccan se presenta con monólogos y sátiras sobre las costumbres (no toca temas políticos) y la sociedad moderna, involucrando a la audiencia, ya que sus monólogos se basan en la interpretación cómica de verdades actuales, que podría también experimentar el público en su vida cotidiana.
Es en el canal Mediaset, sobre todo en el programa cómico Colorado, donde obtiene un gran éxito con sus monólogos y su eslogan «È cambiato?... tutto!» (¿Ha cambiado?...¡todo!), en los cuales bromea de manera irónica sobre posibles problemas de pareja y habla de posibles situaciones extrañas y absurdas en las que estaría gracias a su esposa. En 2010, en Colorado, hace también un nuevo sketch llamado "A te, donna..." (A ti, mujer...) (quedándose en el tema), donde intenta seducir a una chica bailando o cantando una canción romántica (Me and Mrs. Jones de Billy Paul) pero Gianluca Beretta (Felipe), sigue molestándolo, le toma el pelo irónicamente por su comicidad y modifica continuamente su nombre artístico (señor “Ciucci, Piucci, Fiuggi..”)
Siempre en el año 2010, llega a todas las librerías Ho sposato l'esorcista (Me he casado con la exorcista), libro escrito con su autor Raffaele Skizzo Bruscella editado por la editorial Cairo Editore. Siendo un fan del Inter, muy a menudo lo invitan a la transmisión de Rai 2 Quelli che il calcio (Los que el fútbol) para seguir y comentar los partidos del equipo negro y azul. En enero de 2010 participó en I love my dog (Amo a mi perro), un programa enteramente dedicado a los perros, con sus colegas de Colorado Rossella Brescia y Gianluca Impastato.
Desde 2017 conduce el programa televisivo Big Show en Italia 1, con la participación de Katia Follesa.
Desde 2018 es el representante oficial de los City Angels.

## Televisión
- La sai l'ultima? (¿La sabes la última?) (Canale 5, 1993-1995, 1999#-2000) participante y huésped habitual
- Sotto a chi tocca (Debajo a quien toca) (Canale 5, 1995-1996)
- Le iene (Las hienas) (Italia 1, 2002)
- Quelli che il calcio (Los que el fútbol) (Rai 2, 2003-2004)
- Shake (Rai 2, 2004)
- Colorado (Italia 1, 2005-2016)
- I love my dog (Italia 1, 2010)
- Summer Festival (Canale 5, 2013)
- Tiki Taka - Il calcio è il nostro gioco (Tiki Taka - El fútbol es nuestro juego) (Italia 1, 2013-2018; 2019; Canale 5, 2019) huésped habitual
- XLove (Italia 1, 2014-2015)
- 101% Pucci (Italia 1, 2016)
- Big show (Italia 1,  2017-2018)
- Maurizio Costanzo Show (Canale 5, 2017- 2018) huésped habitual
- Vuoi scommettere? (¿Quieres apostar?) (Canale 5, 2018)
- Tiki Taka Russia (Tiki Taka Rusia) (Italia 1, 2018)
- Pressing (Canale 5, 2018)
- In... Tolleranza zero (En...Tolerancia cero) (Italia 1, 2018)
- All Together Now (Canale 5, 2019) jurado
- Amici Celebrities (Amigos Celebrities) (Canale 5, 2019) huésped habitual

## Filmografía
- 2061 - Un anno eccezionale (Un año excepcional), con la dirección de Carlos Vanzina (2007)
- L'allenatore nel pallone 2 (El entrenador en la pelota 2), con la dirección de Sergio Martino (2008)
- VIP, regia de Carlos Vanzina (2008) - película TV
- I mostri oggi (Los monstruos hoy), con la dirección de Enrico Oldoini (2009)
- Sapore di te (Sabor de ti), con la dirección de Carlos Vanzina (2014)

## Teatro
- Palco, Doppio Palco e Contropalcotto (2010)
- Palco Doppio Palco (Escenario Doble Escenario) (2014)

## Otros proyectos
- Wikiquote contiene citas de o sobre Andrea Pucci